# 宋翼弼
宋翼弼（そう よくひつ、ソン・イクピル、朝鮮語:송익필、1534年2月10日 - 1599年8月8日）は、李氏朝鮮中期の庶子出身の儒学者、政治家である。字は雲長、号は亀峰または玄縄、諡号は文敬。本貫は礪山宋氏。

## 概要
父は庶子出身の文臣・宋祀連で、母の安甘丁は安敦厚（安瑭の父）と安瑭家門の奴婢の重今の娘であった。彼は庶人礼学の台頭である金長生と金集、金槃との仁祖反正の功臣・金瑬などを門下で育てた。庶子出身で出生問題の是非があったことや、父による安瑭一族と士林人士の逆謀について世間の非難を受けた。官職を諦めてからは故郷の調査研究と後代の教育に一生を捧げた。李珥と成渾、鄭澈らと庶人の理論家として交友を持ち、礼学、性理学、経学に貢献した。後日、安瑭の曾孫婦が訴訟を提起して危機に直面したが、弟子であった金長生の叔父・金殷輝が彼の一族に配慮して、10年間養ったという。 1591年（宣祖24年）、平安道熙川に流刑されたが1593年9月に釈放。後に司憲府地平に追贈されたが、1910年（隆煕4年）時に再び弘文館提学に追贈された。